# Plélan-le-Petit
Plélan-le-Petit é uma comuna francesa na região administrativa da Bretanha, no departamento Côtes-d'Armor. Estende-se por uma área de 21,18 km². Em 2010 a comuna tinha 1 936 habitantes (densidade: 91,4 hab./km²).